# Brodacze (ptaki)
Brodacze (Capitoninae) – podrodzina ptaków z rodziny tukanowatych (Ramphastidae).

## Zasięg występowania
Podrodzina obejmuje kilkanaście gatunków ptaków, żyjących w tropikalnych regionach Ameryki Południowej i Środkowej.

## Podział systematyczny
Takson przez niektóre ujęcia systematyczne traktowany jako odrębna rodzina Capitonidae. Do podrodziny należą następujące rodzaje:
- Capito Vieillot, 1816
- Eubucco Bonaparte, 1850